# Rita gogra
Rita gogra е вид лъчеперка от семейство Bagridae. Видът не е застрашен от изчезване.

## Разпространение
Разпространен е в Индия (Андхра Прадеш, Карнатака, Мадхя Прадеш, Махаращра и Чхатисгарх).

## Описание
На дължина достигат до 26 cm.
Популацията на вида е намаляваща.